# Brigadni general (Hrvaška)
Brigadni general (izvirno hrvaško Brigadni general) je najnižji generalski vojaški čin v Hrvaški vojski; v Hrvaški vojni mornarici ustreza čin komodorja. V skladu s Natovim standardom STANAG 2116 čin spada v razred OF-6 in velja za enozvezdni čin. Višji čin je generalmajor in nižji čin je brigadir. Čin je bil uveden v reformi činov leta 1999, pri čemer je zamenjal čin generalmajorja kot najnižji generalski čin.

## Določila o činu
V skladu z Zakonom o službi v Oboroženih silah Republike Hrvaške je lahko brigadir povišan v brigadnega generala, če ima opravljeno visoko strokovno šolo in ustrezno vojaško šolo, ter da je v činu brigadirja deloval štiri leta in bil pri tem ocenjen z najmanj zelo dobro. Povišanje mora predlagati načelnik Generalštaba Oboroženih sil Republike Hrvaške v soglasju z ministrom za obrambo Republike Hrvaške, nato pa o povišanju odloča vrhovni poveljnik oboroženih sil: tj. predsednik Republike Hrvaške.. Tako ustreza činu generalmajorja (ZDA), generalmajorja (Združeno kraljestvo), generalmajorja (SFRJ), generalmajorja (Slovenija),...
Oznaka čina je sledeče: nad tremi ležečimi, podolgovatimi pletenicami (pri čemer je srednja tanjša) se nahaja ena pletenica v obliki kvadrata oz. kara.
Nošnjo oznake čine narekuje Pravilnik o vojaški uniformi; na slavnostni in službeni uniformi se tako oznaka čina nahaja na naramenskih epoletah, medtem ko se na vojni (maskirni) uniformi oznaka čina nahaja na levi strani prsi, nad žepom (jakne, bluze,...).